# The Whip

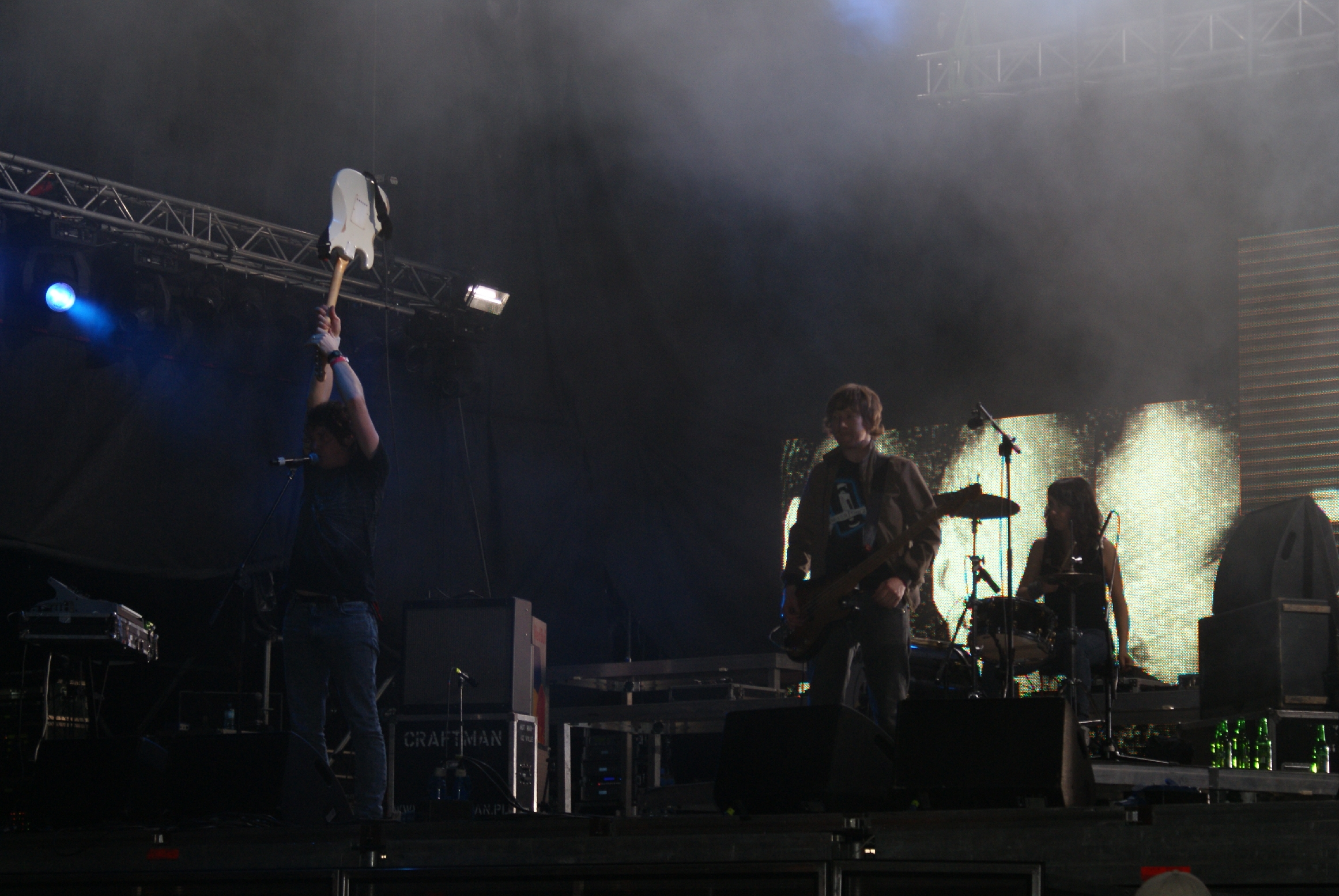
The Whip in 2009

The Whip is een muziekgroep uit de stad Manchester in Engeland en werd opgericht in 2006. 
De muziek van The Whip valt op door een mix van (alternatieve) rock en electro-dance. De nummers "Trash" en "Divebomb" uit hun album "X Marks Destination" (2008) zijn het bekendst.

## Discografie
- X Marks Destination (2008)